# Freund Hein. Eine Lebensgeschichte
Freund Hein (Untertitel „Eine Lebensgeschichte“) ist ein 1902 erschienener gesellschafts- und vor allem schulkritischer Roman von Emil Strauß. Der Roman handelt von einem sensiblen und musikalischen Jugendlichen, der im Zuge seiner Schullaufbahn der Leidenschaft zur Musik, die seinen Lebenstrieb darstellt, und gleichzeitig dem Leistungsdruck der Schule, insbesondere der Mathematik, nicht mehr standhalten kann.
Der Roman lässt sich in einem spezifischen Sinn dem Schul- und Schülerroman der Literatur der Jahrhundertwende zuordnen und behandelt darüber hinaus den Aspekt der Suche Jugendlicher nach Sinn und Identität. Literaturgeschichtlich lässt sich der Roman mit Frank Wedekinds Frühlings Erwachen und Hermann Hesses Unterm Rad vergleichen.

## Inhalt und Thema
Die Handlung erstreckt sich über zwölf Kapitel, in der Emil Strauß das Leben von Heinrich Lindner von dessen Geburt bis zu seinem Freitod im 18. Lebensjahr erzählt. Heinrich wächst Ende des 19. Jahrhunderts auf. Es ist ein Künstlerroman, der zwischen Künstlertum und Bürgerlichkeit einen unüberbrückbaren Gegensatz beschreibt. Das Motiv des Künstlers, der aufgrund seines Talentes nicht Teil der Gesellschaft sein kann, tritt in Freund Hein ganz früh ein. Bereits Im Motto wird der verkürzte Lebensweg Heinrichs durch Zitate von Petrarca und Hölderlin angedeutet. Das Thema des Romans ist vergleichbar mit Thomas Manns Erzählung Tonio Kröger. Der Prozess der Vervollkommnung des Künstlers ist ein roter Faden im Roman.

### Heinrich Lindners Kindheit
Heinrich Lindner wächst wohlbehütet in der Sicherheit der Familie und in Vertrautheit des heimischen Gartens, des Waldes und des Feldes in der Nähe einer badischen Stadt am Rhein am Ende des 19. Jahrhunderts auf.
Heinrich Lindner wird als Sohn eines erfolgreichen Rechtsanwaltes geboren, der für seinen Sohn eine erfolgreichere Karriere als die eigene anstrebt. Die ersten Worte, die der Vater zu seinem Sohn spricht, sind daher „Der Bub blickt einen durch und durch: der muß mir Staatsanwalt werden“.
Der Wunsch des Vaters, dass sein Sohn ein Staatsanwalt werden soll, geht mit der Voraussetzung einher, dass Heinrich das zu der Zeit elitäre Gymnasium abschließen soll. Heinrich ist jedoch bei seiner Entdeckung der Welt geprägt und angezogen von der Musik, aus der er seine Lebenskraft schöpft. An dieser Spannung zwischen der Empfindsamkeit zur Musik, die übrigens in der Familie liegt, weil bereits Großvater und Vater Lindner begeisterte und leidenschaftliche Musiker waren, und der verordneten Schulpflicht, wird Heinrich Lindner zerbrechen.
Heinrich Lindner ist ein angepasstes und rechtschaffenes Kind, das viel Zeit im heimischen Garten verbringt. Schon sehr früh erkennt er seine Leidenschaft für die Musik. Als er seinen Vater bittet Geige lernen zu dürfen, vertröstet dieser Heiner. Zur gleichen Zeit aber beginnt Heiner sich für das Klavier zu interessieren. Seine Mutter spielte manchmal am Klavier und lehrte es auch Heiner. Seit diesem Augenblick war Heiner der Musik verfallen.
Eines Tages lernt Heiner Helene kennen. Helene ist die Nachbarin der Lindners und das genaue Gegenteil von Heiner: Helene ist ein wildes und aufrührerisches Mädchen und somit ein Gegensatz. Trotzdem werden die beiden zu besten Spielkameraden und verbringen ihre gesamte Kindheit zusammen. Sie verläuft glücklich und unkompliziert. Heiner darf endlich das Geigespielen erlernen und spielt Helene oft im heimischen Garten sowohl bekannte als auch selbst komponierte Stücke vor.

### Heinrich Lindners Jugend
Zu dem Zeitpunkt als Heinrich realisiert, dass er den Anforderungen der Schule nicht gewachsen ist, endet für ihn endgültig die glückliche und wohlbehütete Kindheit. Helene ist mit ihrer Familie weggezogen, und Heinrich verliert dadurch seine beste Freundin.
„Schon an Weihnachten erkannte er klar, daß er die Forderungen der Klasse nicht werde erfüllen können, und sagte es seinem Vater.“
Für Heinrich beginnt mit der Adoleszenz eine Zeit, in der er seine Liebe zur Musik und die Pflicht und den Zwang der Schule in Einklang bringen muss. Besonders das Schulfach Mathematik macht Heinrich zu schaffen. Er beschränkt seine sozialen Kontakte auf das allernötigste, um durch Selbstzwang Mathematikaufgaben für die Schule vorzubereiten. Ein weitaus größeres Opfer ist für Heinrich aber die Reduzierung der Zeit, die er für seine Musik verwenden kann. Zusätzlich zu dieser Misere kommt die Entfremdung mit Helene, die weit weg von ihm ein ganz anderes Leben führt und bereits eine junge feine Dame geworden ist und alle schönen Dinge durchlebt, die für ein junges Mädchen interessant sind. „Nun kam sie als fertige, sichere, von Lebenslust strahlende junge Dame aus Kissingen, [...] und wurde nicht müde, von dem glänzenden Badeleben zu erzählen, von Kurpromenaden, Ausflügen, Reunions, [...], von allem, was ein junges Mädchen beim Eintritt in das volle gesellschaftliche blenden kann.“ Helene ist eine junge Dame geworden, und Heiner muss weiterhin die Schule besuchen.
Nachdem Heiner zum ersten Mal die Klasse aufgrund seiner schlechten Leistungen in Mathematik wiederholen muss, trifft er in seiner neuen Klasse Karl Notwang. Karl Notwang taucht just in dem Augenblick auf, als der Bruch mit Helene vollzogen ist. Notwang ist das Pendant zu Heiner. Er verachtet das System Schule, muss sie aber besuchen, um studieren gehen zu können. Notwang fällt die Schule nicht schwer und so nimmt er sich Heiners an. Die beiden werden gute Freunde.

### Heinrich Lindners Freitod
Der Gegensatz von Heiners Liebe zur Musik, die sein Lebenstrieb ist, die Pflicht und der Zwang der Schule werden besonders deutlich, als der Vater ihm verbietet zu musizieren, weil Heiner in Mathematik ein ungenügendes Halbjahreszeugnis bekommt. Das Verbot ist für Heiner ein schwerer Schock und unerträglich, weil er dadurch seines Lebensglückes beraubt wird.
„'Vater-!' rief Heiner entsetzt und war ganz blaß.“
Dieses Verbot, das den Vertrauensbruch des Vaters zeigt, dass der Sohn sich nicht genügend auf die Schule konzentriere, lässt den sensiblen Heiner in eine tiefe Krise fallen. Er nimmt das Verbot des Vaters ernst und verzichtet auf die Musik, um seinen Pflichten nachzugehen. Als Heiner jedoch wiederholt nicht versetzt wird, kann er die Scham nicht ertragen und geht nach der Zeugnisvergabe in den ihm so wohlbekannten Wald und schießt sich ins Herz.

## Der Schülerroman
Emil Straußens Roman Freund Hein kann zur Schulliteratur oder zum Schülerroman gezählt werden, weil er in der Tradition von schülerzentrierten Werken wie Frank Wedekinds Frühlings Erwachen steht.
Allerdings werden in der Jahrhundertwende, das als erste literarische Moderne gelten kann, aufgrund der Vielfalt der literarischen Strömungen, viele Epochen-Begriffe und Stil-Bezeichnungen verwendet, wovon allerdings keiner dieser Begriffe die Literatur und Kultur der Jahrhundertwende zureichend erfassen und beschreiben kann.  Der Begriff Schülerroman wird Emil Straußens Freund Hein nicht vollends gerecht, weil die Bedeutung der Schule „als eine öffentliche Instanz nur (oder erst) dann in ihrer Bedeutung erfaßt wird, wenn sie zugleich als Medium und Vorposten der Gesellschaft, vor allem der zivilisierten Gesellschaft betrachtet“ wird.  Allerdings umfasst der Begriff Schülerroman den wichtigsten Aspekt des Romans, nämlich die Rolle des Schülers in einem verkrusteten, auf die Leistung reduzierten Schulsystem. Daher passt der Schülerroman in die Epoche der Jahrhundertwende, weil er einen speziellen, sozialkritischen Aspekt aufnimmt, nämlich die Kritik am Wilhelminischen Kaiserreich, dem Beamtenapparat und vor allem der Institution Schule. Der Schülerroman Freund Hein greift die gesellschaftlichen Probleme der Moderne auf, die sich besonders im autoritären, oberflächlichen und auf die mathematische Vernunft reduzierten, gegen die Natur gerichteten Schulsystem zeigen und dadurch die Entwicklung der Ich-Persönlichkeit gefährden.  Der Roman richtet besonders den Blick auf psychische und soziale Verirrungen Heiner Lindners, der an der Konditionierung durch die Fächer Mathematik und Griechisch leidet und daran zugrunde geht.
Der Schülerroman Freund Hein zeichnet sich besonders dadurch aus, dass er den erzieherischen Aspekt an die zentrale Stelle, wobei der Schüler und seine Misere besondere Beachtung finden. Die Erziehung durch die Schule wird in Freund Hein als gegen die Natur aufgefasst. Heiner Lindner leidet an der Institution Schule und besonders am Fach Mathematik.

## Form

### Erzählanlage

#### Fokalisierung
Zu Beginn des Romans Freund Hein ist die Erzählanlage so aufgebaut, dass der Text sich eines allwissenden Erzählers bedient. Der Text ist also aus der Perspektive einer Nullfokalisierung geschrieben. „Als Heiner an einem kalten Winterabend wie ein geduldiger Passagier ohne viele Umstände, wenn auch einen halben Monat zu früh, nahm ihn sein herbeigerufener Vater, nicht ohne die Hände zuvor noch an den braunen Ofenkacheln gewärmt zu haben, behutsam auf, um den erfreulichen Erstling zu mustern; da öffneten sich zwei große blaue Augen und sahen ihn ernst und starr, unnachgiebig wie die Wahrheit an, so dass er sagte: 'Der Bub blickt einen durch und durch: der muß mir Staatsanwalt werden.“
Der Erzähler weiß also mehr als Heiner, und er kann auch von den Gefühlen und Gedanken der Protagonisten sprechen.
Im Laufe der Geschichte weicht die Nullfokalisierung der internen Fokalisierung. Das bedeutet, dass aus der Sicht einer bestimmten Person erzählt wird und Ereignisse, die dieser Person nicht bekannt sind, können und werden auch nicht erzählt. In Freund Hein ist diese Person Heiner. Die Szene, in der er sehnsüchtig am Bahnsteig auf Helenes Rückkehr hofft und wartet, zeigt die interne Fokalisierung, weil der Leser genau so wenig über Helenes Aufenthaltsort weiß wie Heiner selbst. „'So ist's! Nichts, gar nichts! Kann sie nicht kommen?!-Unsinn! Sie kommt nicht! Sie lacht irgendwo anders, wo es keinem Menschen was nützt. So ist's! Es ist zum Heulen! Wenn ich nur wüßt', wie ich das los werde.“

#### Stil
Der Stil des Romans kann als klar und verständlich beschrieben werden.
„Jean Amery charakterisiert die Straußsche Prosa als 'poetisch erhöhten, darum aber die Dinge nicht verschleiernden Realismus, ein Stil von großer Einfachheit und Noblesse.“
Emil Strauß schreibt seinen Roman Freund Hein im Stil eines distanzierten Berichts eines allwissenden Erzählers. Dadurch wird die emotionale Seite eines Ich-Erzählers verringert, weil die Geschichte von einem allwissenden Erzähler beschrieben wird. Im Gegensatz zu Goethes Die Leiden des jungen Werther, der als Briefroman konzipiert ist und dadurch dem Leser den Eindruck eines personalen Berichts mit emotionaler Nähe vermittelt. Durch den auktorialen Erzähler kann Emil Strauß den Eindruck einer objektiven Kritik am Schulsystem wecken. Dadurch wird die Kritik der Subjektivität durch eine Person enthoben. Außerdem verhindert die Hochsprache des auktorialen Erzählers die Profilierung einer Person mit der Geschichte und erreicht wiederum den Eindruck von Objektivität.
Emil Strauß verwendet im gesamten Roman die Todesmetaphorik in Verbindung mit der Musik. Die Geige, die Heiner von seinem Vater erhält, liegt unter dem Bett in einem kleinen schwarzen Kasten, der „Vierundzwanzig Jahre lang“ nicht mehr geöffnet worden ist. Die Geige liegt also in einem Sarg.

## Interpretation

### Die Charaktere

#### Heinrich Lindner
Heiner wird aufgrund seiner besonderen Begabung und Sensibilität zur Musik, aber auch aufgrund seiner Verbundenheit mit der Landschaft, als ein Kind der Natur dargestellt. Seine natürliche Liebe zur Musik und die Verbundenheit mit der Natur werden im Verlauf des Romans immer wichtiger. Die Musik nimmt in Heiners Leben eine immer größere Rolle ein, parallel dazu nehmen auch Heiners Aufenthalte in der Natur einen immer größeren Platz ein. Die Musik und die Natur werden mehr und mehr zum Sehnsuchts- und Fluchtort. Dies hängt damit zusammen, dass der Druck und der Zwang der Schule einen stetig größeren Einfluss auf Heiners Leben haben. Die Schule symbolisiert im Schülerroman den widernatürlichen, zivilisatorischen Zwang der Gesellschaft, der der natürlichen und autonomen Entwicklung des Kindes schadet. Dieser Tradition folgt auch Emil Strauß und stellt Heiner Kind der Natur dar, da die natürlichen Anlagen des Kindes als „Trieb des Lebens“ dar. Emil Strauß vertritt in diesem Roman die reformpädagogische Position, die in der Epoche der Jahrhundertwende sehr verbreitet war. Heiner ist ein Exempel des rousseauschen „'homme naturel'“.
Die Natur inspiriert und erregt bei Heiner Phanstasien. Bei gutem Wetter ging Heiner in den heimischen Garten oder in den Wald, lauschte der Natur und musizierte dabei auf seiner Geige. Als ihm wegen seiner schlechten Schulleistungen die Musik durch den Vater verwehrt wird, verliert er seinen Lebenstrieb und scheitert am zivilisatorischen Zwang der Schule. Heiner Lindner symbolisiert das sensible Künstler- und Naturkind, das an der grausamen, naturfeindlichen Institution Schule scheitert. In Emil Strauß’ Roman Freund Hein steckt in der Schulkritik die Grundspannung zwischen Natur und Zivilisation und die Grundüberzeugung der Selbstentfaltung des Kindes durch die Natur. Die Schule hingegen steht als nivellierende Zivilisationsinstanz überhaupt in der Kritik.

#### Vater Lindner
Der Vater von Heiner stellt im Schülerroman der Jahrhundertwende eine Ausnahme dar, weil er eine verständnisvolle, fürsorgliche und sensible Vaterfigur ist.
Die ersten Worte des Vaters nach Heiners Geburt sind: „Der muß mir Staatsanwalt werden!“ Solche Aussagen von Vätern sind typisch für den Schülerroman, weil sie darstellen, wie die Eltern bereits im Kindesalter einen zivilisatorischen Druck auf die Kinder ausüben. Jedoch leitet der Vater Heiners Karriere beinahe ohne offensichtlichen Druck. Aufgrund der Sorge des Vaters, dass das Kind  wegen seiner Leidenschaft zur Musik ein verträumter Musikant und kein tatkräftiger Mann werde, lässt der Vater sich Ablenkungsmanöver und Erschwernisse für die musikalische Laufbahn des Jungen einfallen. Beispielsweise lässt er den Jungen nicht Klavier spielen, weil er angeblich noch zu kleine Finger habe. Als diese Taktik jedoch nicht mehr funktioniert, lässt er Heiner die Geige erlernen, in der Hoffnung, dass der Junge wegen der Schwierigkeit dieses Instruments die Motivation an der Musik verliert. „Ihn [Heiner] Violine statt Klavier lernen zu lassen, hatte er aber darum beschlossen, weil er ein wenig hoffte, die ungleich schwierigere, unerfreulichere und langweiligere Erlernung der Anfangsgründe des Geigenspiels würden den Eifer des Knaben [...] ermüden und lähmen.“ Er will Heiner damit frustrieren und abschrecken. Seine Entscheidungen begründet er immer aus eigenen Erfahrungen. Der Vater ist der Meinung, dass der Drang zur Musik von Unreife zeugt und dass dieser naturhafte Trieb durch Disziplin überwunden werden muss, so wie er diese Passion zur Musik als Student überwunden hat. Der Unterschied zu Heiner aber ist, dass es für Heiner ein lebenserhaltendes Element ist. Heiner schöpft all seine Kraft zum Leben aus der Musik. Er ist ein Künstlerkind, das ohne die Musik nicht leben kann.

#### Mutter Lindner
Heiners Mutter macht sich um die Zukunft Heiners weitaus weniger Sorgen als der Vater, weil sie einer der wenigen Mütter ist, die nichts anderes für ihr Kind möchte, als dass es seine Neigungen erkennt und sich eigenständig entwickelt.  Somit verkörpert die Mutter das reformpädagogische Ideal der Selbstentfaltung des Kindes nach seinen Naturanlagen. Ihr wäre es deshalb am liebsten, wenn die Kinder nie erwachsen werden würden, um sie vor dem zivilisatorischen Zwang zu schützen. Die Rolle der Mutter ist allerdings darauf beschränkt, der „verlängerte Arm ihres Mannes“ zu sein. Für Heiners musikalische Entwicklung ist die Mutter allerdings eine sehr wichtige Instanz, weil durch ihr Klavierspiel wird er auf die Musik erst aufmerksam und erlernt mit ihrer Hilfe auch das Klavier. Als Herr Lindner sie darum bittet, weniger auf dem Klavier zu musizieren, damit ihr Sohn nicht zu sehr davon eingenommen wird, führt sie die Wünsche des Mannes, ohne sie zu hinterfragen und ohne Widerspruch, aus. Sie vertraut auf die Reife und die Klugheit ihres Mannes, da sie ihn „als starken und klugen Mann wie einen Halbgott liebte und verehrte[...]“

#### Helene
Helene ist für Heiner der Inbegriff seiner Kindheit. Helene und Heiner sind in ihren jungen Jahren glücklich, es gibt nur ihn, sie, die Musik und die Natur. Sie ist sein Gegenpart. Heiner ist ein stiller, in sich gekehrter und gehorsamer Junge, wohingegen Helene eine wilde Natur hat. Diese Gegensätze der beiden wirken aber ausgleichend.

#### Karl Notwang
„Während Heinrich Lindner ein gehorsamer Sohn und Schüler ist, ist sein Freund Karl Notwang der Räsoneur des Romans.“
Karl Notwang ist ein rebellierender Geist mit reifer Lebenserfahrung, Lebensvitalität und Begeisterung für Kunst und Natur. Er taucht erst dann auf, als Heiners Beziehung zu Helene gebrochen ist und als er in der Schule nicht mehr weiterkommt und. Er nimmt die Rolle Helenes ein.
Karl Notwang verabscheut das gesamte Schulsystem. Er rebelliert dabei aber nicht gegen bestimmte Lehrer oder Personen, sondern gegen Schule als Zwangsinstitution überhaupt. Er sieht im Schulsystem den Gegensatz zur Natur. Er sieht in ihr eine Konditionierung durch bestimmte Fächer, die eine zivilisatorische Norm bilden will und keine künstlerischen Freiheiten erlaubt.
In Heiners Bestreben, dem Schuldruck nachzukommen, bricht er alle sozialen Kontakte ab. Die einzige Ausnahme bildet Notwang, weil er es sich zur Aufgabe gemacht hat, Heiner zu helfen.

### Lehrer und Schule
Im Vergleich zu den anderen Werken der Jahrhundertwende, die die Schülerproblematik behandeln, wird die Schule als vergleichsweise positiv dargestellt. Der Lehrercharakter wird entmystifiziert und als normaler Bürger dargestellt, der bloß versucht, gewissenhaft seine Arbeit zu erledigen. Ebenfalls sind die Lehrer keine Stereotypen, wie beispielsweise in Hermann Hesses Unterm Rad oder in Frank Wedekinds Frühlings Erwachen.

### Der Suizid
Dem Tod Heiners geht die Zeugnisvergabe und der Zusammenbruch der Beziehung zu seinem Vater voraus. Für Heinrich Lindner ist der einzige Ausweg aus dem Schulsystem und der künstlerfeindlichen Konditionierung der Tod, als Freund Hein, der ihn von seinen Qualen erlöst. Der Tod hat hier einen mythischen Sinn und ist als Rückkehr zum Ursprung zu deuten. Es ist keine Anklage gegen das Schulsystem.
Ebenfalls scheint der Freitod Heiners im Vergleich zu anderen Werken dieser Epoche als nicht zwingend notwendig, weil sowohl der Vater als auch die Lehrer nicht als unverständige und tyrannische Personen dargestellt werden, sondern eher als verständnisvoll und wohlwollend. „Es wird erklärlich, wenn die psychische Konstitution des Hochsensiblen und Künstlers als Schwäche im Lebenskampf verstanden werden.“ Die Sensibilität Heiners für Ästhetisches wird besonders in der Todesszene deutlich, in der sich Heiner nicht in den Kopf schießt, sondern in das Herz, weil er anderen Menschen die Scheußlichkeit des Anblicks ersparen möchte. Außerdem ist der Kopf das Symbol für das Kognitive und das Herz steht für die Kunst. Heiner zeigt damit, dass er nicht an den kognitiven Herausforderungen der Welt gescheitert ist, sondern daran, dass er nicht seinem Herzen, der Kunst folgen kann.